# Инвазија (медицина)
Инвазија у медицини се односи на процес ширења или продирања туморских ћелија, микроби или других патогена у околна ткива или органе. Овај термин се често користи у контексту онкологије за описивање способности малигних тумора да инфилтрирају и уништавају оближња ткива, што је једна од карактеристика малигних тумора.

## Механизми инвазије
Инвазија тумора укључује неколико корака:
1. **Придруживање ћелија**: Туморске ћелије се везују за екстрацелуларни матрикс (ЕЦМ) помоћу специфичних адхезионих молекула.
2. **Деградација ткива**: Туморске ћелије луче ензими (нпр. матрикс металопротеиназе) који разграђују ЕЦМ.
3. **Кретање ћелија**: Туморске ћелије мигрирају кроз деградирани матрикс користећи механизме као што су амебоидни покрет или хемотаксис.
4. **Колонизација**: Туморске ћелије се насељавају у новим ткивима и формирају секундарне лезије.

## Клинички значај
Инвазија је кључни процес у прогресији болести, посебно код малигних тумора. Она омогућава туморима да се шире изван њихове првобитне локације, што може довести до компликација као што су:
- **Компресија органа**: Инвазија може притискати виталне органе, узрокујући функционалне поремећаје.
- **Метастазе**: Инвазија је често први корак ка формирању метастаза.
- **Бол и оштећења**: Инвазија може изазвати бол и оштећења ткива.[3]

## Дијагноза и лечење
Дијагноза инвазије се обично поставља коришћењем:
- **Сликовних метода**: КТ, МР или ултразвук.
- **Хистопатолошке анализе**: Узорци ткива се испитују под микроскопом да би се утврдило присуство инвазивних ћелија.[4]

Лечење инвазивних тумора укључује:
- **Хируршко уклањање**: Уклањање тумора и оближњих ткива.
- **Радиотерапија**: Уништавање преосталих туморских ћелија.
- **Хемотерапија**: Системско лечење циљаних туморских ћелија.[5]